# Readlyn (Saskatchewan)
Pour les articles homonymes, voir Readlyn.
Readlyn est un hameau de la municipalité rurale de Excel No 71 (en) en Saskatchewan (Canada). Le hameau à précédemment porté le statut de village jusqu'au 31 décembre 1955.

## Histoire
- Liste des municipalités de la Saskatchewan